# Mikiel Anton Vassalli
Michele Antonio Vassalli, in maltese Mikiel Anton Vassalli (Żebbuġ, marzo 1764 – Malta, 12 gennaio 1829), è stato un linguista, scrittore, editore nonché attivista e politico maltese.
Dopo gli studi alla Sapienza di Roma in lingue e letteratura orientale, fu autore di libri in lingua maltese, tra cui la grammatica maltese e il primo dizionario italiano-maltese e il dizionario latino-maltese, nonché anche autore e editore di saggi, tra cui lo si ricorda nella prima raccolta di proverbi maltesi

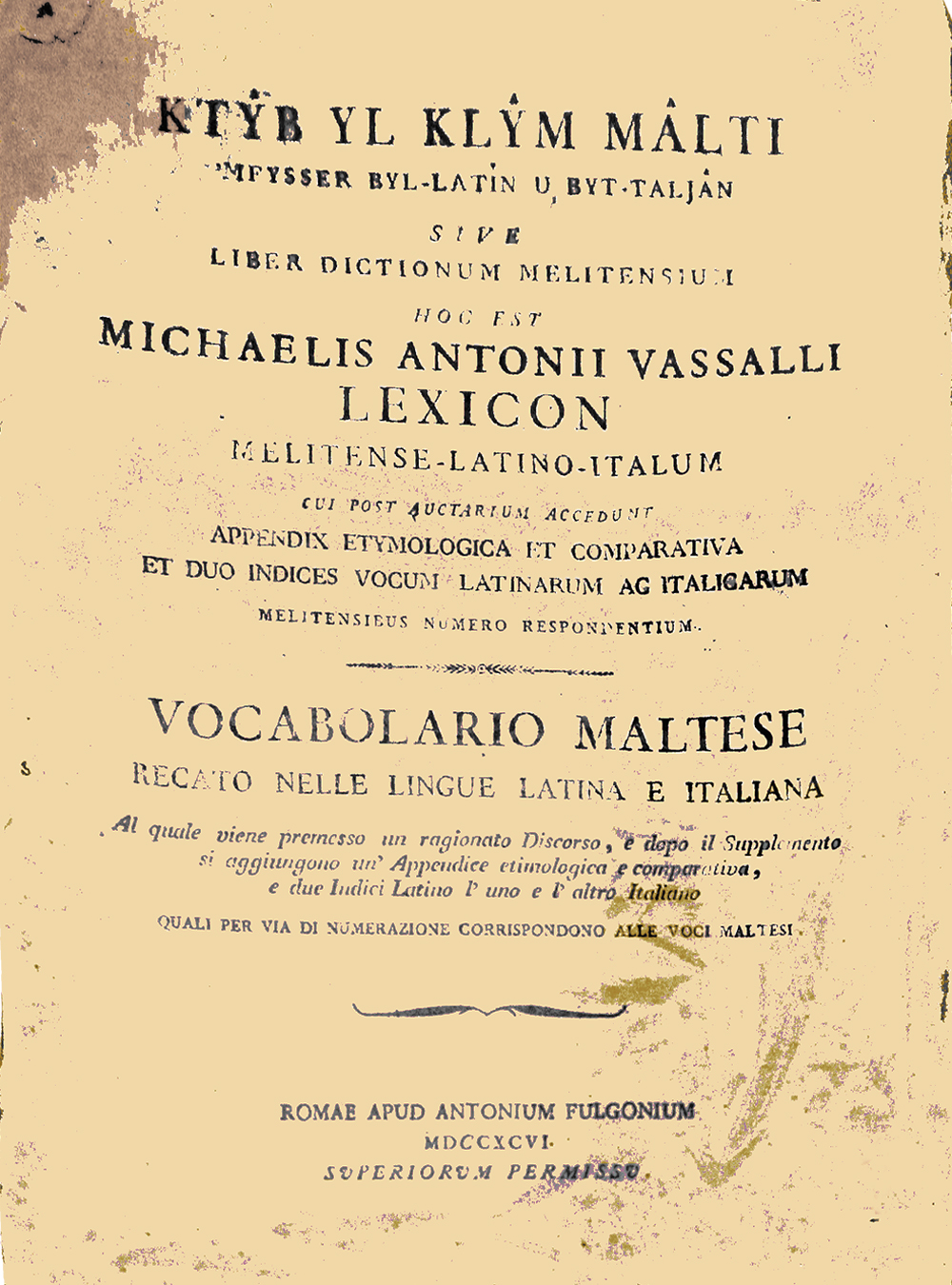
Lexicon di Mikiel Anton Vassalli, 1796

## Biografia
Vassalli nacque a Żebbuġ. Si sposò con Caterina Formosa de Fremaux. Venne espulso da Malta per molto tempo a causa delle sue idee e attivismo politico.
Il dizionario di maltese-latino-italiano, noto come il Lessico fu il primo esempio mai pubblicato di testo maltese: Vassalli è noto come il padre e creatore della lingua maltese moderna. Il Lessico è stato ripubblicato da Frans Sammut, il quale ha anche tradotto il libro di Vassalli sui proverbi. Il biografo principale di Vassalli era Ninu Cremona col suo Vassalli u Zminijietu degli anni trenta, tradusse in inglese e pubblicò nei primi anni quaranta come Vassalli e le sue volte.
Oggi Vassalli è l'emblema dell'essere maltese, sopravvissuto anche all'anglicizzazione di Malta durante il periodo coloniale (1800-1964) e molti scrittori attuali di Malta come Oliver Friggieri si ispirano a lui nelle loro opere. Fu seppellito a Floriana, in un ex cimitero protestante restaurato. Il suo monumento si trova alle porte della natia Zebbug e fu eretto il 4 maggio 1987 - giorno della morte (4 maggio 2011) del suo ammiratore Frans Sammut che ne scrisse la pseudo-autobiografia Il-Holma Maltija ritenuto il miglior romanzo in maltese.

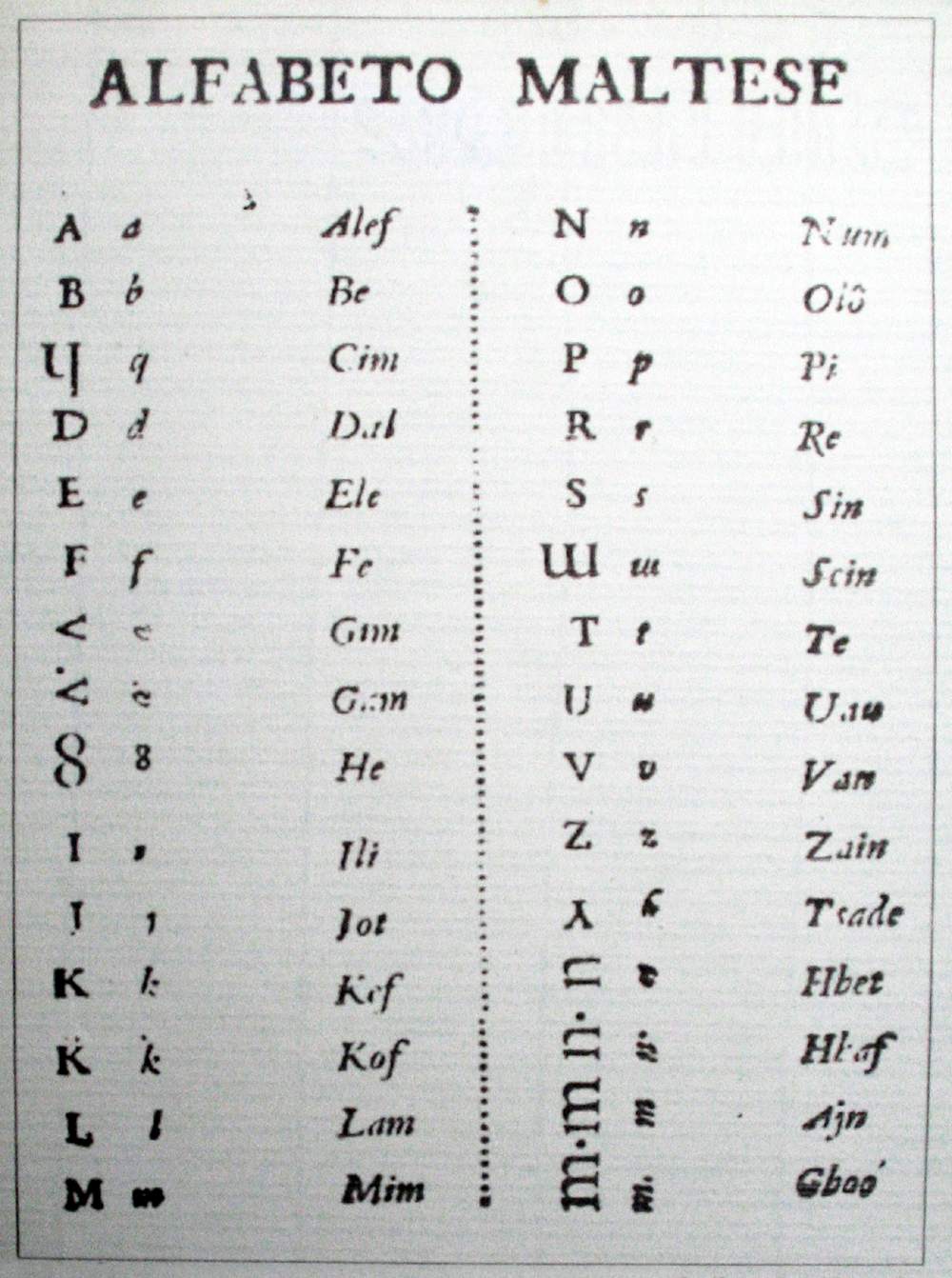
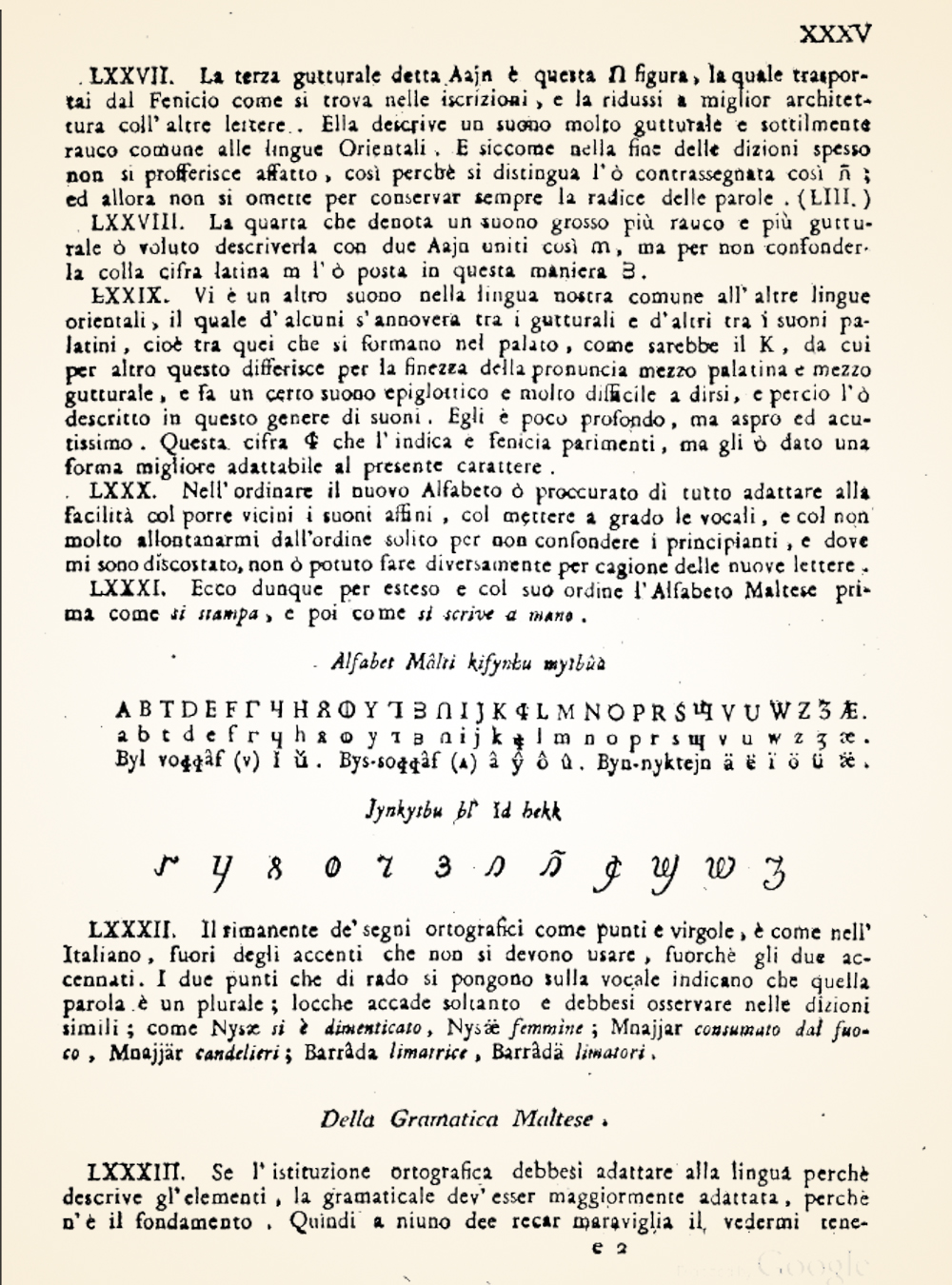
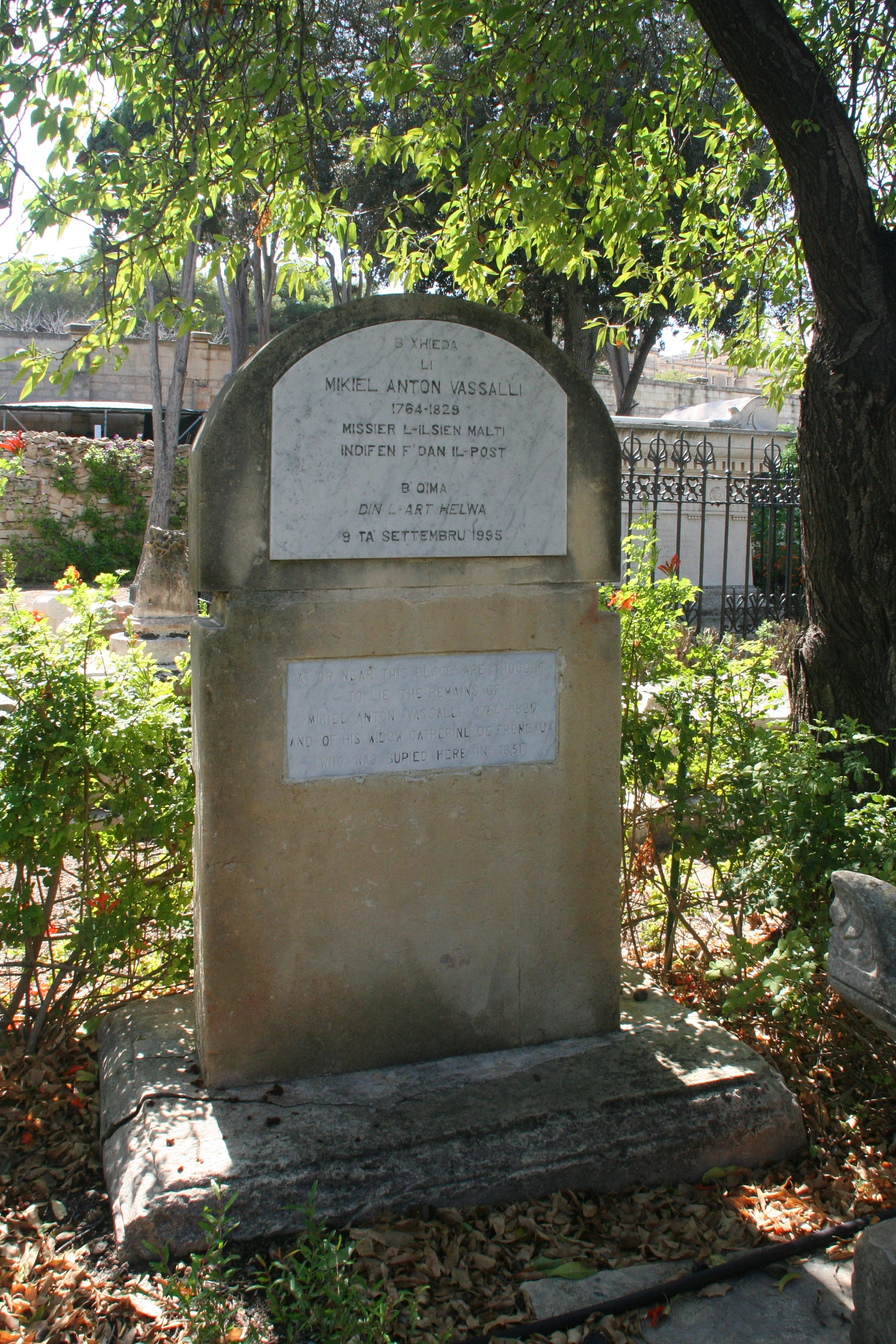
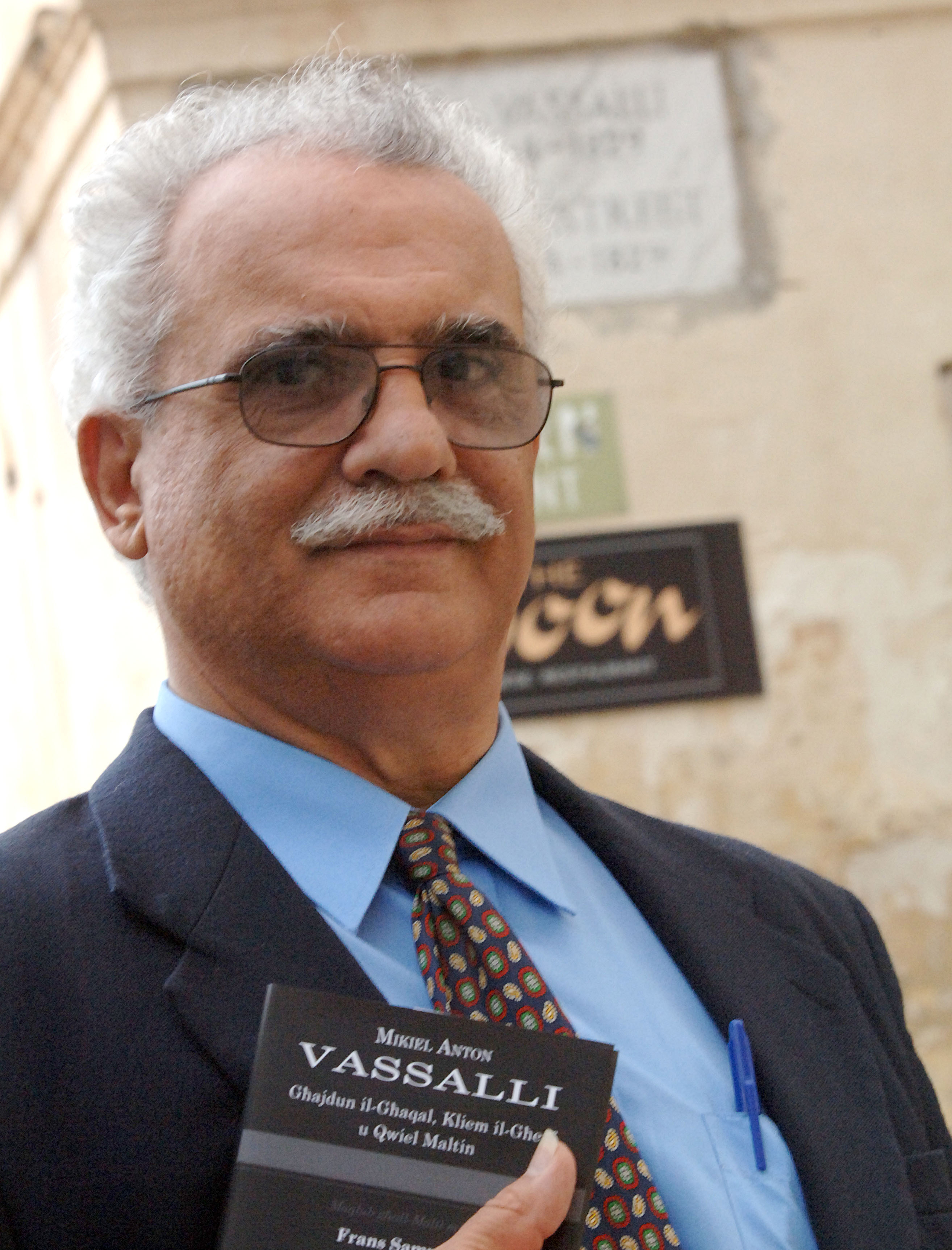
Frans Sammut con la sua traduzione della collezione di Proverbi Maltesi di Vassalli, 2006